# Maen Roch
Maen Roch [mɛn ʁɔk] est une commune nouvelle française située dans le département d'Ille-et-Vilaine en région Bretagne, peuplée de 5 093 habitants. Elle a été créée par la fusion le 1er janvier 2017 des anciennes communes de Saint-Brice-en-Coglès et Saint-Étienne-en-Coglès.

## Géographie
Son centre se situe à environ 40 km au nord-est de la cathédrale de Rennes et à environ 13 km au nord-ouest du château de Fougères.

### Communes limitrophes
| Coglès (Les Portes du Coglais) Tremblay (Val-Couesnon) | La Selle-en-Coglès (Les Portes du Coglais) | Montours (Les Portes du Coglais) |
| Saint-Marc-le-Blanc (Saint-Marc-le-Blanc)              | Maen Roch                                  | Saint-Germain-en-Coglès          |
| Baillé (Saint-Marc-le-Blanc)                           | Saint-Hilaire-des-Landes                   | Saint-Sauveur-des-Landes         |

### Hydrographie
Pour un article plus général, voir Réseau hydrographique d'Ille-et-Vilaine.
La commune est située dans le bassin Loire-Bretagne. Elle est drainée par la Loisance, la Minette, le ruisseau des échelles, le Douétel, le ruisseau de la Sévinais, le ruisseau de Vocadieu, le ruisseau venant du pré des douétaux, l'aqueduc souterrain, le ruisseau de Frénouse, le ruisseau de la Piquellerais et  divers autres petits cours d'eau,.
La Loisance, d'une longueur de 30 km, prend sa source dans la commune du Châtellier et se jette  dans le Couesnon à Val-Couesnon, après avoir traversé cinq communes. 

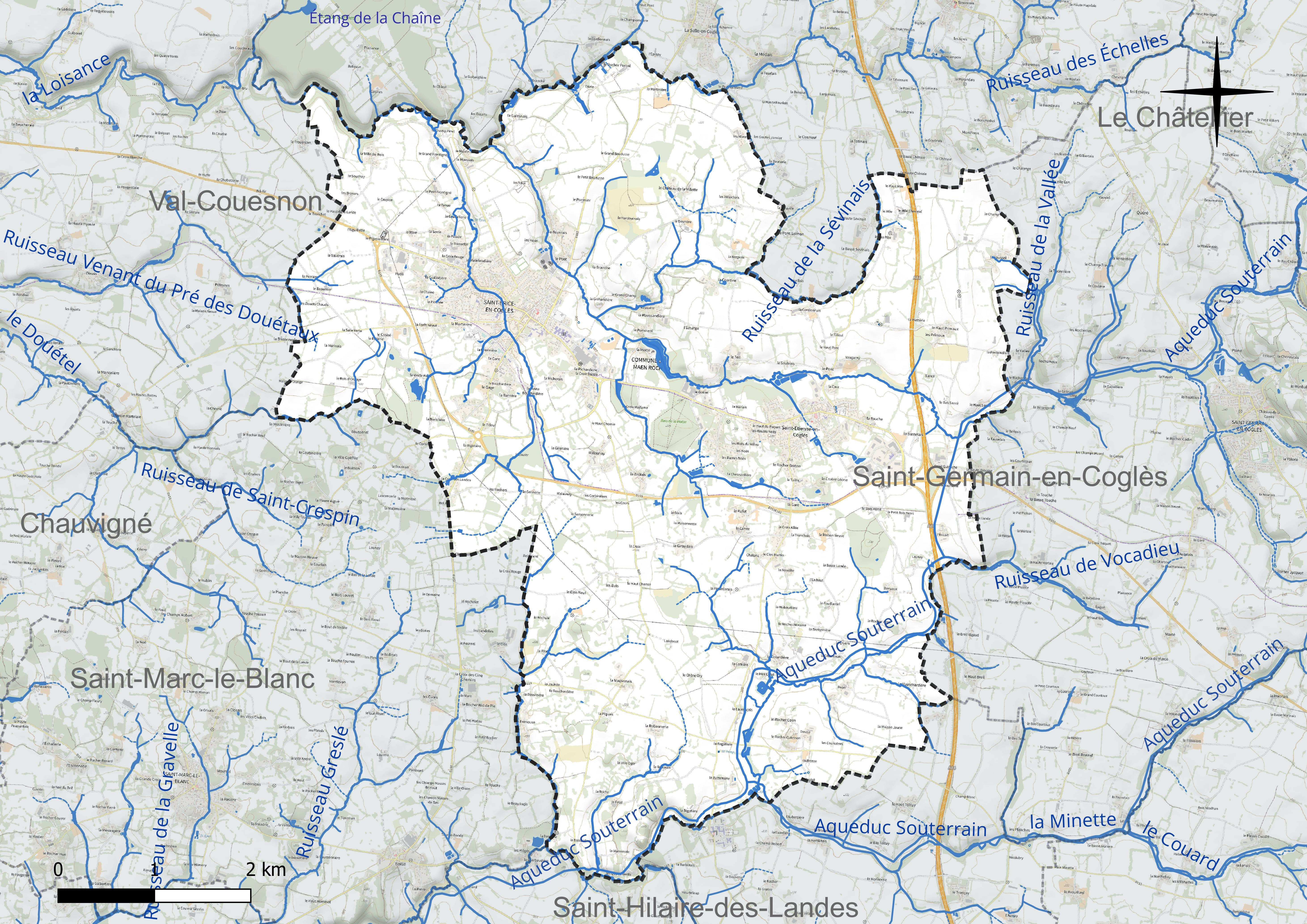
Réseau hydrographique de Maen Roch.

La Minette, d'une longueur de 25 km, prend sa source dans la commune de Romagné et se jette  dans le Couesnon à Vieux-Vy-sur-Couesnon, après avoir traversé onze communes. 
Le Échelles, d'une longueur de 12 km, prend sa source dans la commune de Poilley et se jette  dans la Loisance sur la commune, après avoir traversé cinq communes. 

### Climat
Pour des articles plus généraux, voir Climat de la Bretagne et Climat d'Ille-et-Vilaine.
En 2010, le climat de la commune est de type climat océanique franc, selon une étude du CNRS s'appuyant sur une série de données couvrant la période 1971-2000. En 2020, Météo-France publie une typologie des climats de la France métropolitaine dans laquelle la commune est exposée à un climat océanique et est dans la région climatique Bretagne orientale et méridionale, Pays nantais, Vendée, caractérisée par une faible pluviométrie en été et une bonne insolation. Parallèlement l'observatoire de l'environnement en Bretagne publie en 2020 un zonage climatique de la région Bretagne, s'appuyant sur des données de Météo-France de 2009. La commune est, selon ce zonage, dans la zone « Intérieur Est  », avec des hivers frais, des étés chauds et des pluies modérées.
Pour la période 1971-2000, la température annuelle moyenne est de 11,2 °C, avec une amplitude thermique annuelle de 12,8 °C. Le cumul annuel moyen de précipitations est de 873 mm, avec 13,2 jours de précipitations en janvier et 8 jours en juillet. Pour la période 1991-2020, la température moyenne annuelle observée sur la station météorologique la plus proche, située sur la commune de Fougères à 14 km à vol d'oiseau, est de 11,9 °C et le cumul annuel moyen de précipitations est de 939,1 mm,. Pour l'avenir, les paramètres climatiques de la commune estimés pour 2050 selon différents scénarios d'émission de gaz à effet de serre sont consultables sur un site dédié publié par Météo-France en novembre 2022.

## Urbanisme

### Typologie
Au 1er janvier 2024, Maen Roch est catégorisée bourg rural, selon la nouvelle grille communale de densité à sept niveaux définie par l'Insee en 2022.
Elle appartient à l'unité urbaine de Maen Roch, une unité urbaine monocommunale constituant une ville isolée,. La commune est en outre hors attraction des villes,.

## Toponymie

### Le néotoponyme «Maen Roch»
À la suite d'une consultation citoyenne, la nouvelle commune est baptisée Maen Roch en mai 2016.
Il s'agit d'un néotoponyme fondé sur deux mots respectivement breton et gallo, maen et roch, qui signifient tous deux « rocher ». Le territoire de Maen Roch se situe néanmoins en dehors de l'aire d'extension maximale de la langue bretonne à l'est et ne comporte pas de toponymes brittoniques notables.
Le choix de ce nom est justifié par la présence de carrières de granite sur le territoire de la commune.

### Gentilé
Après en avoir délibéré, la commission « Communication » propose trois possibilités, soumises au conseil municipal le 13 mars 2017. Les conseillers présents votent à bulletin secret :
- Maenroquois(e) : 21 voix
- Maenrochois(e) : 9 voix
- Maenroquien(ne) : 3 voix
- 5 votes nuls ou blancs

Les habitants de la commune nouvelle s'appellent donc « Maenroquois » et « Maenroquoises ».

## Histoire
La commune nouvelle regroupe les communes de Saint-Brice-en-Coglès et de Saint-Étienne-en-Coglès, qui deviennent des communes déléguées, le 1er janvier 2017. Son chef-lieu se situe à Saint-Brice-en-Coglès.

## Politique et administration
| Nom                           | Code Insee | Intercommunalité                          | Superficie (km2) | Population (dernière pop. légale) | Densité (hab./km2) |
| ----------------------------- | ---------- | ----------------------------------------- | ---------------- | --------------------------------- | ------------------ |
| Saint-Brice-en-Coglès (siège) | 35257      | CC Coglais Communauté Marches de Bretagne | 16,46            | 3 174 (2021)                      | 193                |
| Saint-Étienne-en-Coglès       | 35267      | CC Coglais Communauté Marches de Bretagne | 22,65            | 1 923 (2021)                      | 85                 |

### Liste des maires
| Période        | Période     | Identité       | Étiquette | Qualité                                                                                |
| -------------- | ----------- | -------------- | --------- | -------------------------------------------------------------------------------------- |
| 9 janvier 2017 | 25 mai 2020 | Louis Dubreil  | DVG       | Président de Couesnon Marches de Bretagne (depuis 2017) Conseiller général (1998-2015) |
| 25 mai 2020    | En cours    | Thomas Janvier | SE / LREM | Professeur agrégé d'histoire-géographie                                                |

### Jumelages
- Karlstadt-sur-le-Main (Allemagne) depuis 1970, en Bavière, dans l'arrondissement de Main-Spessart et le district de Moyenne-Franconie.
- Dopiewo (Pologne) depuis 2008, dans la voïvodie de Grande-Pologne.
- Skrunda (Lettonie) depuis 2006

## Population et société

### Démographie
L'évolution du nombre d'habitants est connue à travers les recensements de la population effectués dans la commune depuis sa création.
En 2022, la commune comptait 5 093 habitants, en évolution de +6,57 % par rapport à 2016 (Ille-et-Vilaine : +5,46 %, France hors Mayotte : +2,11 %).
| 2015  | 2016  | 2017  | 2018  | 2022  |
| ----- | ----- | ----- | ----- | ----- |
| 4 719 | 4 779 | 4 850 | 4 921 | 5 093 |

## Lieux et monuments

### Saint-Brice-en-Coglès
- L'église Saint-Brice (1776-1820-1855).
- La chapelle Sainte-Catherine (XVIIe siècle).
- Le château du Rocher-Portail (1617). Ouvert depuis juin 2017, ce château est considéré comme l'un des plus beaux de Bretagne[réf. nécessaire]. Il contient douze pièces meublées au fil du temps, une galerie Renaissance, une chapelle, des écuries… Classé Monument historique[32], ce château fait découvrir, également, les chambres des domestiques, un salon de thé et les jardins.
- Le château de la Motte ou de Saint-Brice (XVIIe siècle). La présence d'un château à Saint-Brice a été attestée dès 1151. Ce château-fort était en ruines au XVIe siècle et a été remplacé par le bâtiment actuel au XVIIe siècle. L'édifice est inscrit au titre des monuments historiques par arrêté du 31 octobre 1975[33]. Le site formé par le château et ses abords est un site inscrit par arrêté du 4 décembre 1942. Il s'agit également d'un site archéologique identifié sous le numéro 35 257 1 AH. Le château de Saint-Brice, appelé parfois château de la Motte à cause de la motte féodale toute proche située au bord de la rivière de la Loisance, était le siège de la seigneurie de Saint-Brice, la plus importante de la baronnie de Fougères. Avant 1789, sa juridiction s'étend sur trente paroisses. Le pavillon d'entrée du château, sur lequel on retrouve les mêmes oculi qu'au Rocher-Portail, date sans doute lui aussi des premières années du XVIIe siècle. Flanqué de deux petites tours, le portail possède un porche en anse de panier et une porte piétonne en plein cintre.
- Le château de la Villette (XIXe siècle).
- Le manoir de la Branche (XVe/XVIe siècles).
- Le manoir de la Bouvrais (XVIIe siècle).

### Saint-Étienne-en-Coglès
- L'église Saint-Étienne (1892-1895), œuvre de l'architecte Henri Mellet.
- Chapelle Saint-Eustache (XVIIe siècle).